# Isla Cristina
Isla Cristina est une commune de la province de Huelva dans la communauté autonome d'Andalousie en Espagne.

## Histoire
7

## Administration
| Période                                  | Période | Identité                       | Étiquette | Qualité |
| ---------------------------------------- | ------- | ------------------------------ | --------- | ------- |
| 1979                                     | 1983    | Héctor Julio Castillo Figueroa | UCD       | Maire   |
| N/A                                      | N/A     | N/A                            | N/A       | Maire   |
| Les données manquantes sont à compléter. |         |                                |           |         |

## Environnement

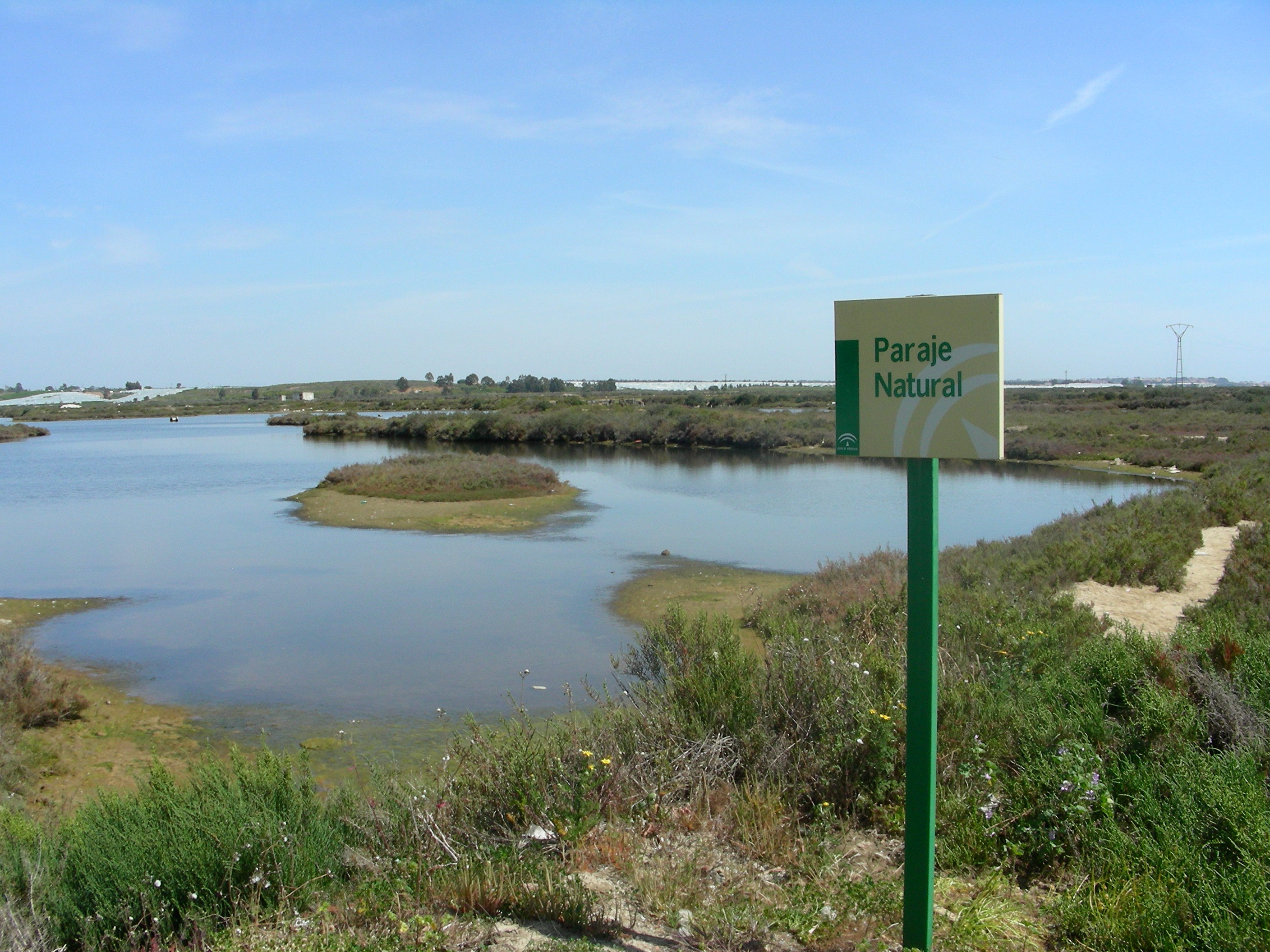
Marismas à Isla Cristina.

Le parc naturel Marismas de l'île Cristina couvre 2,1 km2 de marais salés et d'habitats divers et de nombreuses espèces d'oiseaux.

## Personnalités liées à la commune

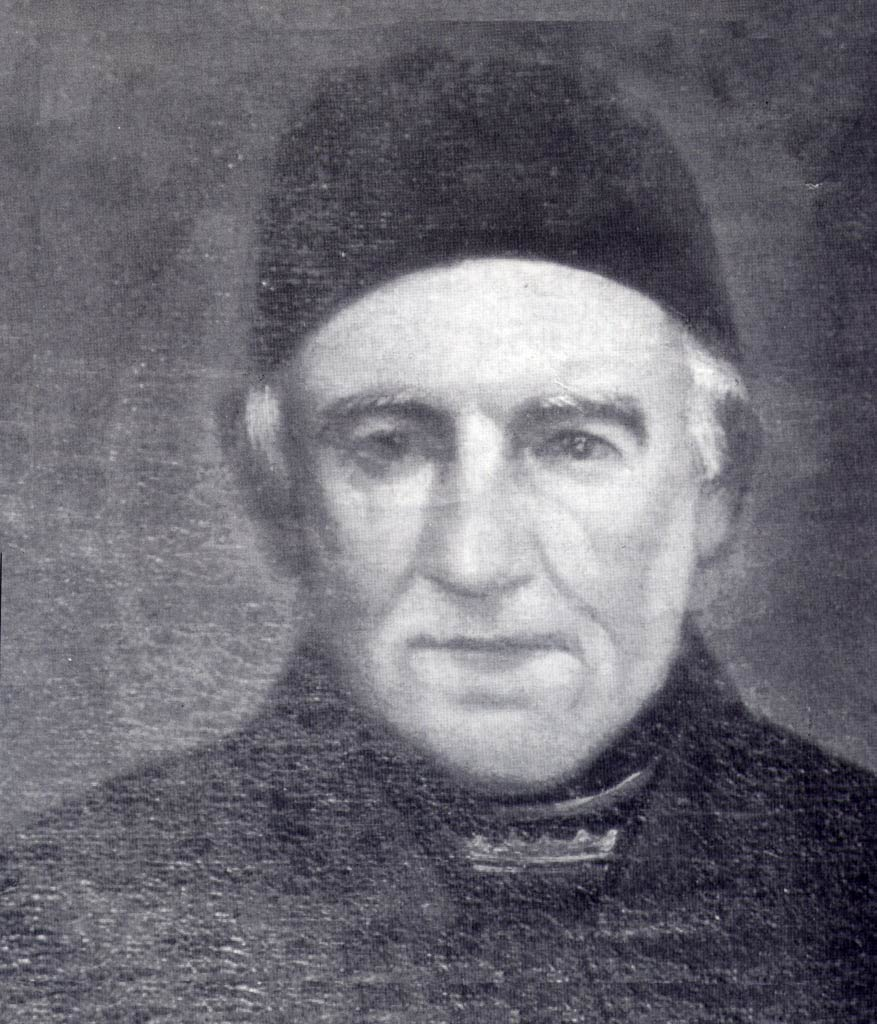
Padremirabent

- Père Mirabent ((es) Padre José Mirabent y Soler, 1779-1857), premier prêtre de Isla Cristina et son premier historien. A écrit Historia primitiva de isla cristina, source importante de connaissance de l'histoire de la cité.

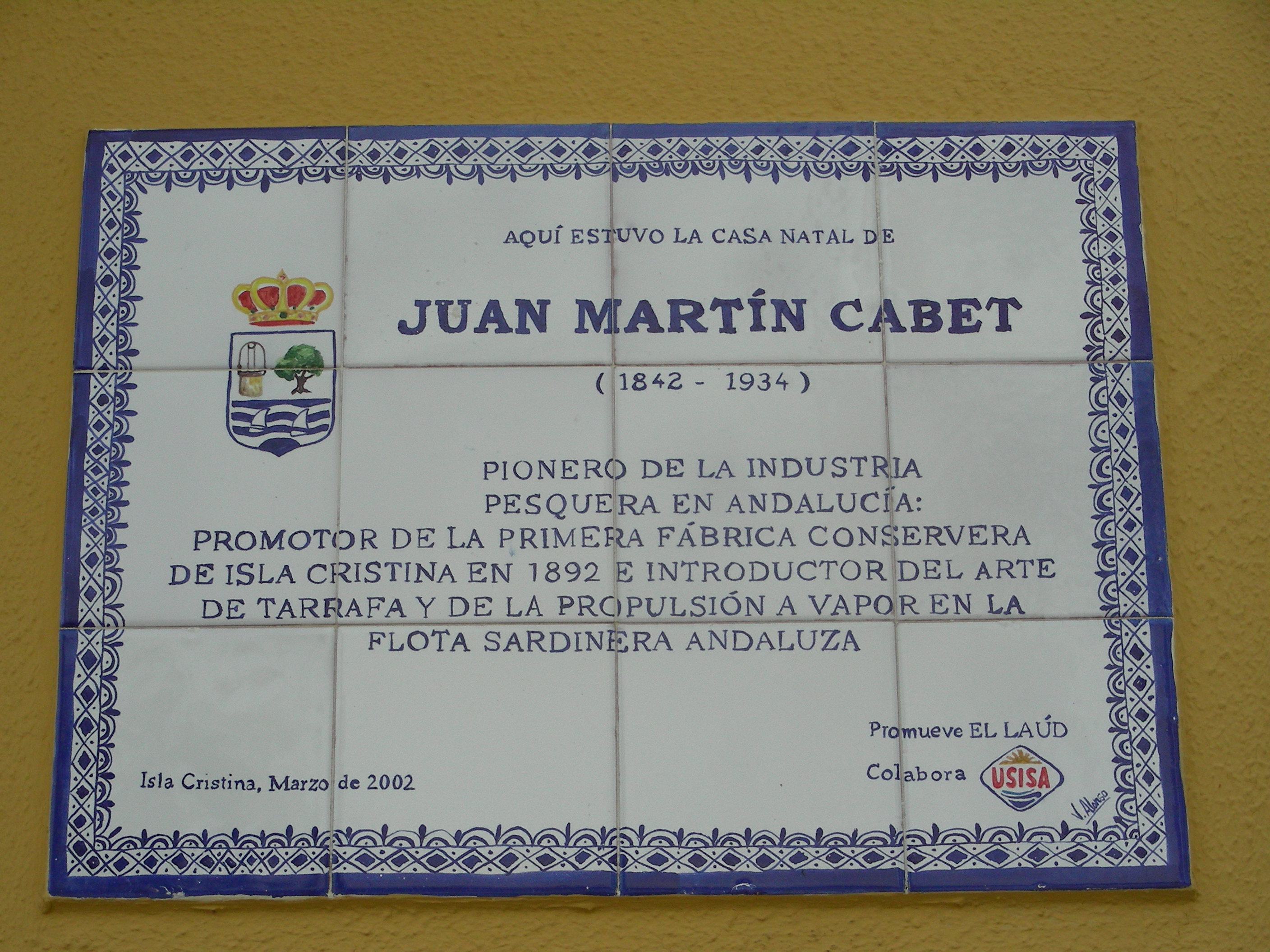
Juan Martin Cabet

- Juan Martin Cabet (1842 - 1934), pionnier de l'industrie poissonnière en Andalousie. Il créa la première conserverie d'Isla Cristina en 1892 et a introduit la propulsion à vapeur dans la flotte de pêche à la sardine.